# 塞伯格-維騰映射
塞伯格-維騰映射是弦論與規範場論之間的映射，並聯繫規範場論的非交換自由度與它們的可交換對應子。這是一個從可交換到非交換規範場之間的映射，並且相容了每個規範結構。